# 304 Dywizja Strzelecka (ZSRR)
304 Dywizja Strzelecka (ros. 304-я стрелковая дивизия) – związek taktyczny (dywizja) Armii Czerwonej z okresu II wojny światowej.
W 1945 roku razem z 100 Dywizją Strzelecką i 148 Dywizją Strzelecką wchodziła w skład 106 Korpusu Strzeleckiego. Dywizja uczestniczyła w ofensywie Armii Czerwonej rozpoczętej 12 stycznia 1945 roku, biorąc udział m.in. w przełamaniu niemieckich fortyfikacji Stellung a2.

## Dowódcy
- Timofiej Sidorenko (01.07.1941 - 31.08.1941)
- Nikołaj Puchow (01.08.1941 - 31.12.1941)
- Iwan Chazow (24.01.1942 - 30.07.1942)
- Serafim Merkułow (01.07.1942 - 31.01.1943)
- Michaił Muzykin (01.10.1943 - 31.03.1944)
- Chairbek Zamanow (01.02.1945 - 31.05.1945)[4]

## Struktura organizacyjna
- 807 Pułk Strzelecki
- 809 Pułk Strzelecki
- 812 Pułk Strzelecki
- 566 Pułk Artylerii[5]